# Kung Wen-chi

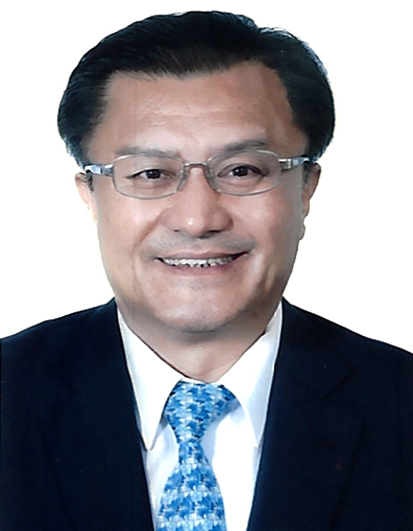
Kung Wen-chi (18. Dezember 2014)

Kung Wen-chi (chinesisch 孔文吉, Sediq: Yosi Takun; * 18. Oktober 1957 in Ren’ai, Landkreis Nantou) ist ein Politiker der Republik China (Taiwan) der Kuomintang, der seit 2005 Mitglied des Legislativ-Yuan ist. Dort vertritt Kung, der selbst zum taiwanesischen indigenen Volk der Sediq gehört, den Wahlkreis Highland Indigenous Peoples und befasst sich als Abgeordneter insbesondere mit Fragen zur Förderung der indigenen Völker.

## Leben
Kung Wen-chi, der zum taiwanesischen indigenen Volk der Sediq gehört, begann nach dem Besuch der Mittelschule Nr. 2 in Taichung 1975 ein Studium an der Fakultät für Fremdsprachen und Literatur der Nationaluniversität Taiwan (NTU), welches er 1979 mit einem Bachelor beendete. Ein darauf folgendes Studium im Fach Journalistik an der University of Oregon schloss er 1985 mit einem Master of Arts (MA Journalism) ab. Nach seiner Rückkehr war er zwischen 1986 und 1988 erst Sekretär des Verbindungsbüros des Regierungsinformationsamtes beim Exekutiv-Yuan sowie anschließend von 1989 bis 1993 Kommissar in der Abteilung für zivile Angelegenheiten des Innenministeriums. 1993 begann er ein Promotionsstudium an der Fakultät für Soziologie der Loughborough University und schloss dieses 1997 mit einem Doctor of Philosophy (Ph.D.) in der Fachrichtung Medienforschung ab. Nach seiner Rückkehr unterrichtete er zwischen 1997 und 1998 zum einen als Außerordentlicher Assistenzprofessor am Institut für Multikulturalismus der Nationalen Pädagogischen Universität Hualien sowie zum anderen als Assistenzprofessor an der Abteilung Englische Sprache des Junior College der Ursulinischen Wenzao-Universität für Fremdsprachen. Im Anschluss lehrte er 1998 für einige Zeit als Assistenzprofessor an der Abteilung für Angewandte Fremdsprachen der Chaoyang Universität für Wissenschaft und Technologie (CYUT) und fungierte zeitgleich als Direktor der Stiftung Öffentliches Fernsehen und Kultur PTS (Taiwan Public Television Service Foundation), ehe er von 1998 bis 2005 Vorsitzender des Ausschusses für Aborigine-Angelegenheiten der Stadtregierung von Taipeh war.
Kung wurde bei der Wahl des Legislativ-Yuans am 11. Dezember 2004 für die Kuomintang (KMT) im Wahlkreis Highland Indigenous Peoples erstmals zum Mitglied des Legislativ-Yuan gewählt und gehört diesem seither an. In der sechsten Legislaturperiode (2005 bis 2008) war er von der ersten bis zur sechsten Sitzungsperiode Mitglied des Ausschusses für innere Verwaltung (Internal Administration Committee), in der zweiten und vierten Sitzungsperiode zusätzlich des Ausschusses für Wissenschaft, Technologie und Information (Sci-Tech and Information Committee), in der dritten Sitzungsperiode des Ausschusses für Bildung und Kultur (Education and Culture Committee) sowie in der sechsten Sitzungsperiode des Disziplinarausschusses (Discipline Committee).

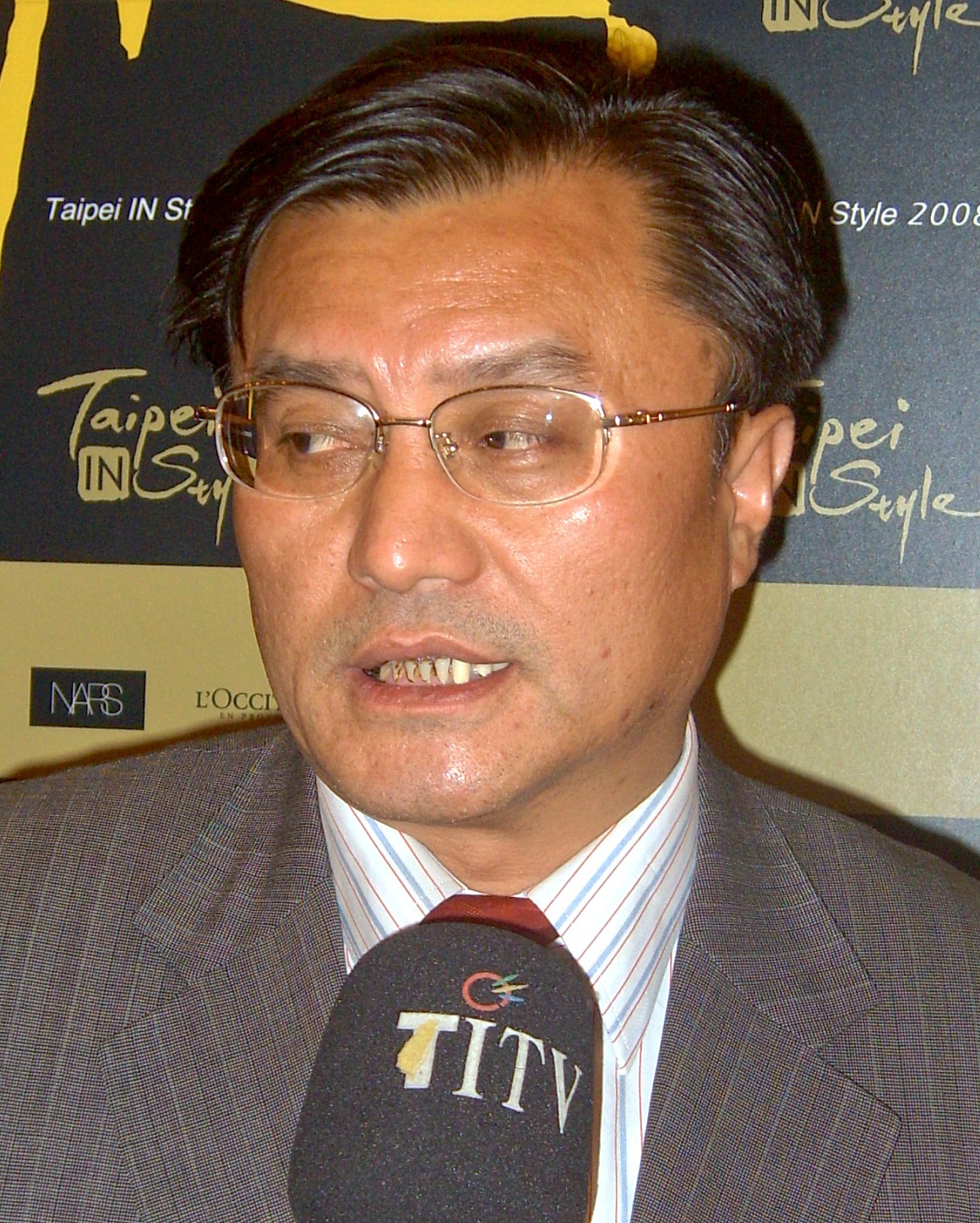
Kung Wen-chi (9. Juli 2008)

Bei der Wahl am 12. Januar 2008 wurde Kung Wen-chi für die KMT wiedergewählt und war während der siebten Legislaturperiode (2008 bis 2012) in der ersten und zweiten Sitzungsperiode zunächst Mitglied des Wirtschaftsausschusses (Economics Committee), in der dritten und vierten Sitzungsperiode des Ausschusses für soziale Fürsorge und Umwelthygiene (Social Welfare and Environmental Hygiene Committee), von der fünften bis zur achten Sitzungsperiode erneut Mitglied des Ausschusses für innere Verwaltung sowie in der sechsten Sitzungsperiode auch wieder des Disziplinarausschusses.
Kung wurde bei der Wahl am 14. Januar 2012 im Wahlkreis Highland Indigenous Peoples wieder zum Mitglied des Legislativ-Yuan gewählt und war in der darauf folgenden achten Legislaturperiode (2012 bis 2016) von der ersten bis zur achten Sitzungsperiode durchgängig wieder Mitglied des Ausschusses für Bildung und Kultur sowie kurzzeitig in der dritten Sitzungsperiode noch zusätzlich Mitglied des Disziplinarausschusses.
Bei der Wahl am 16. Januar 2016 wurde Kung Wen-chi wiedergewählt und gehörte in der darauf folgenden neunten Legislaturperiode (2016 bis 2020) von der ersten bis zur achten Sitzungsperiode durchgängig dem Wirtschaftsausschuss als Mitglied an und war in der siebten Sitzungsperiode zusätzlich wieder Mitglied des Disziplinarausschusses.
Kung wurde bei der Wahl am 11. Januar 2020 erneut für die KMT zum Mitglied des Legislativ-Yuans wiedergewählt. In der aktuellen zehnten Legislaturperiode (2020 bis 2024) ist er seit der ersten Sitzungsperiode weiterhin Mitglied des Wirtschaftsausschusses und war in der dritten Sitzungsperiode erneut wieder Mitglied des Disziplinarausschusses.